# Городской арсенал (Львов)
Городско́й арсена́л Львова — здание во Львове (Украина), построенное в 1554—1556 годах. Памятник ренессансной архитектуры.

## История
Городской арсенал примыкал к крепостным стенам Львова, остатки которых видны с улицы Арсенальной. Здание арсенала выполнено из камня, двухэтажное, прямоугольное в плане, с небольшой восьмиугольной башней на северной стороне. По данным исследований и раскопок, проведённых в 1970-х годах, башня и стены первого этажа имеют более давнее происхождение и были построены, по-видимому, в XIV веке.
В XVIII веке в подвалах львовского городского арсенала держали пленных украинских казаков и гайдамаков. В одном из казематов находилась камера пыток и жильё городского палача.
Во время нападения шведов в 1704 году арсенал был разрушен, но через два года отстроен снова. Современная реставрация была проведена в 1979-1981 годах. С 1981 года — музей оружия «Арсенал».

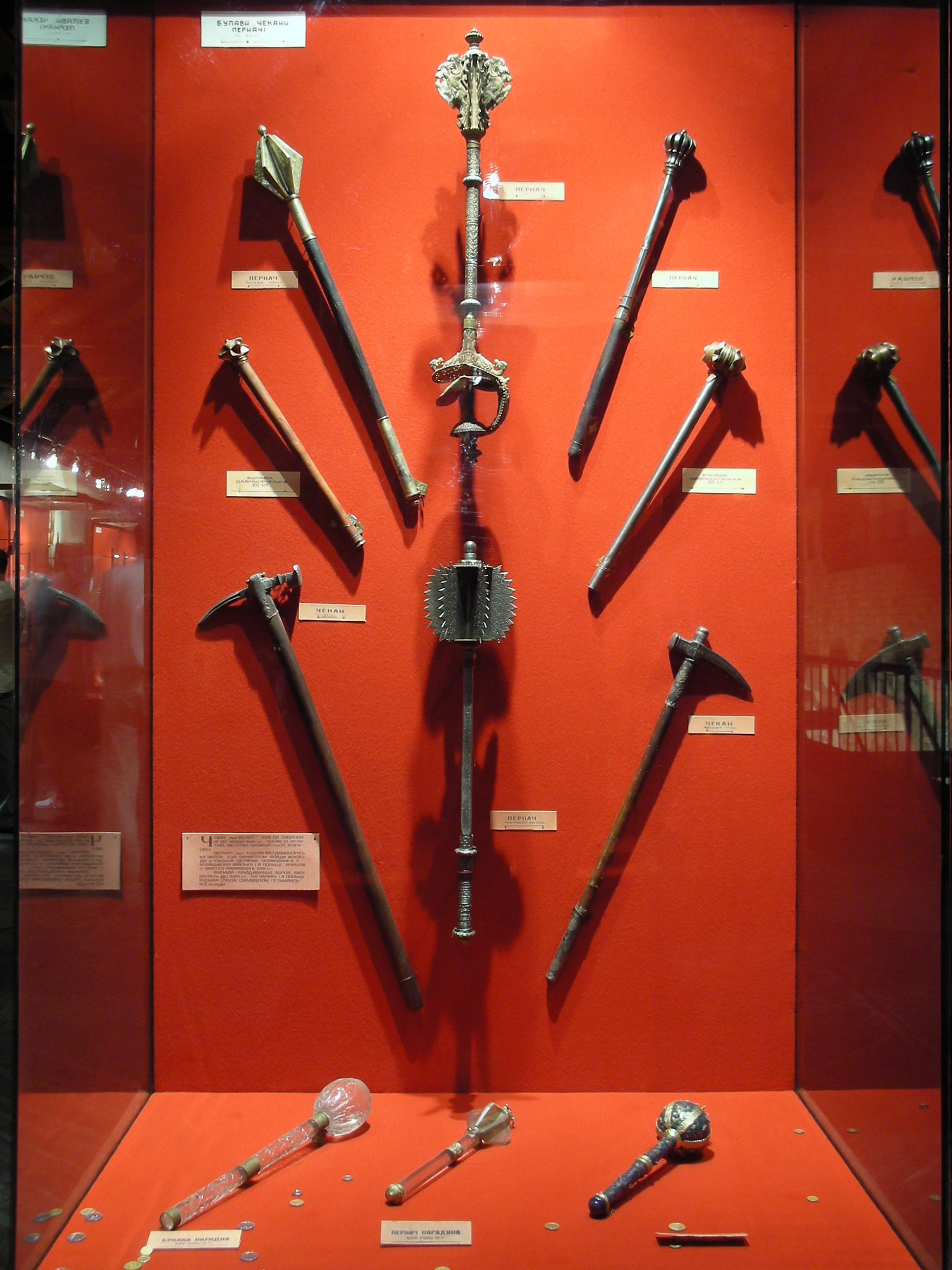
Экспозиция
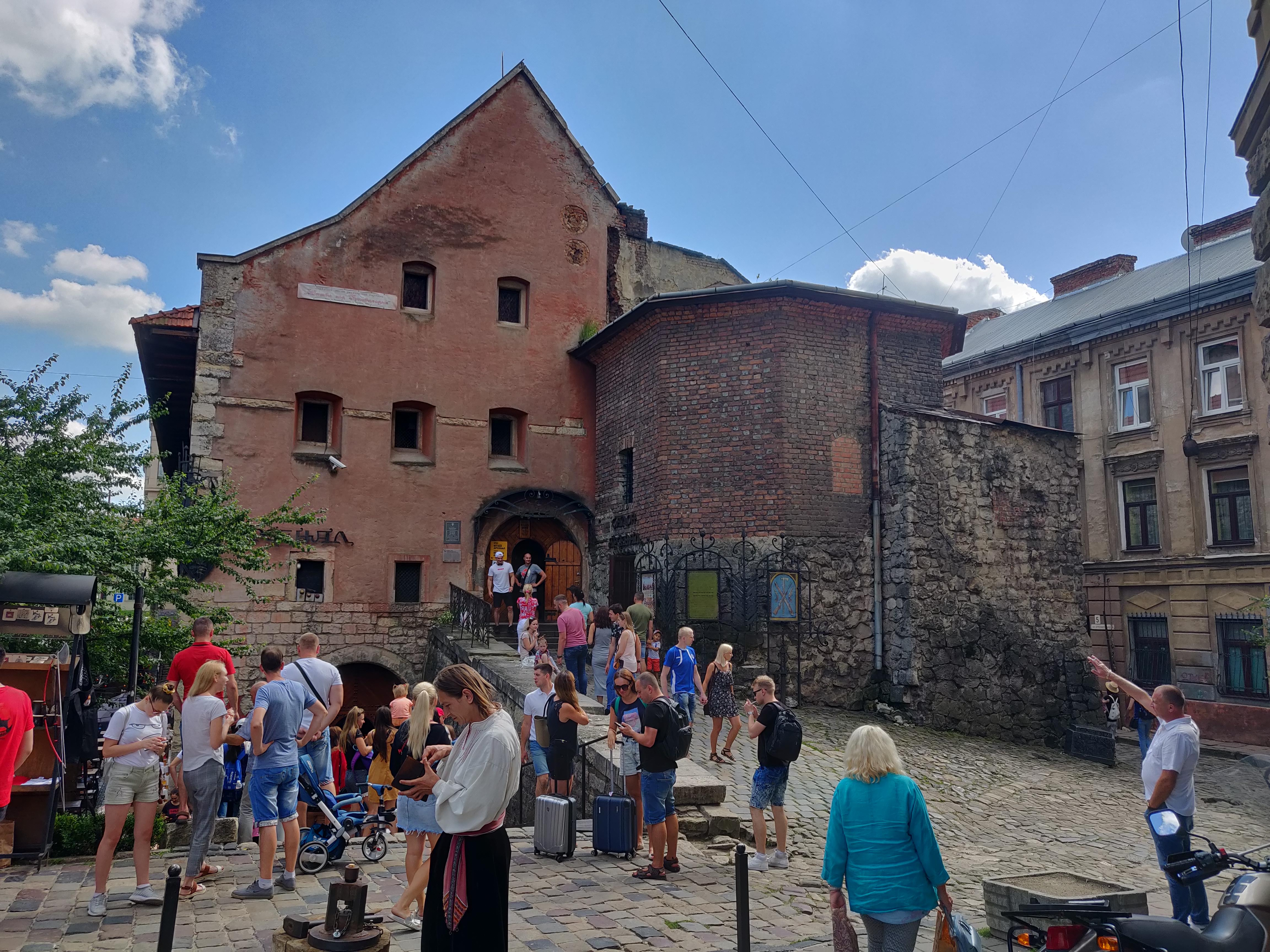
Ворота и башня арсенала
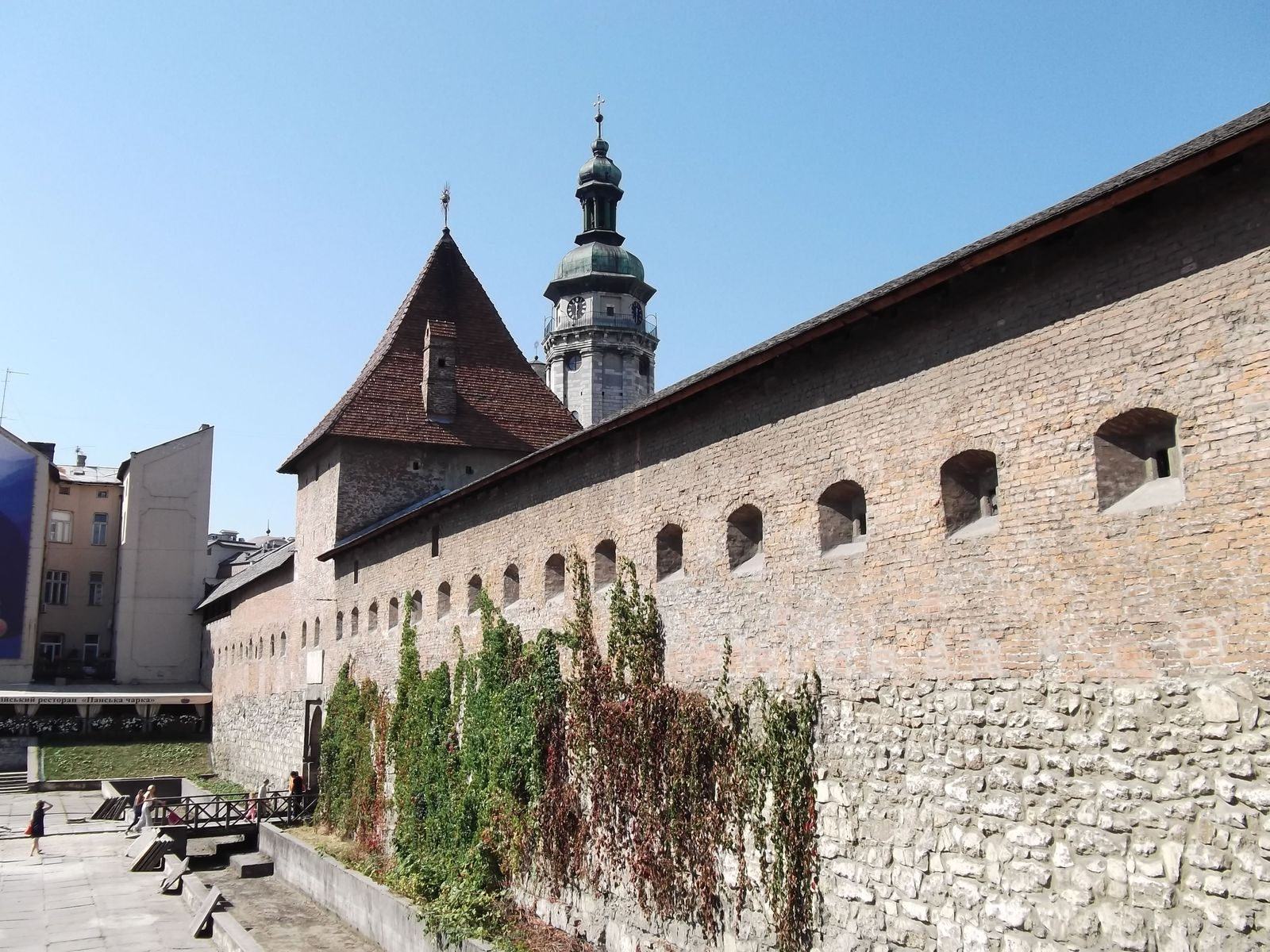
Тыльная часть